# Der Staatsanwalt hat das Wort: Tote Seelen
Tote Seelen ist ein deutscher Fernsehfilm von Jürgen Sehmisch aus dem Jahr 1966. Das kriminologische Fernsehspiel erschien als 4. Folge der Filmreihe Der Staatsanwalt hat das Wort. Der Titel spielt auf den gleichnamigen Roman von Nikolaj Wassiljewitsch Gogol an.

## Handlung
Buchhalter Gebauer liebte zu heftig die Literatur. Das belastete seinen Etat so stark, dass ihm die Ehefrau ständig vornörgelte, wie wenig Geld er doch verdiene. Da entdeckte er einen Betrug seines Vorgängers, der die Lohntüte eines längst gestorbenen Arbeiters in die eigene Tasche gesteckt hatte. Gebauer setzte das Geschäft mit der toten Seele fort und erfand sogar noch eine zweite hinzu. Das Gewissen beruhigte er durch vermehrten Alkoholgenuss, und durch einen Zufall kam endlich alles heraus.

## Produktion
Tote Seelen entstand 1966  im Zuständigkeitsbereich des 
DDR-Fernsehfunks
, Bereich Dramatische Kunst.
Szenenbild: Eberhard Schrake; Dramaturgie: Käthe Riemann; Kommentare: Peter Przybylski.
Das Filmmaterial ist zum größten Teil verschollen.